# مسجد الإجابة (مكة المكرمة)
مسجد الإجابة، هو مسجد في مكة المكرمة بحي المعابدة بشعبة الإجابة على يسار المتجه إلى منى. بُني قبل السنة الثالثة من الهجرة، وصلى النبي ﷺ في موضعه صلاة المغرب.

## موقع المسجد
يقع بحي المعابدة على يسار المتجه إلى منى بني في القرن الثالث الهجري وقد صلى فبي موضعه الرسول محمد ويحتوي على نقشين تأسيسيين مؤرخه.

## عمارة المسجد
كان المسجد في شعب آل قنفذ، جدرانه ساقطة إلا القبلي، وفيه حجر مكتوب فيه أنه مسجد الإجابة، أٌعيد بناؤه أكثر من مرة أولها في سنة سبعمائة وعشرين هجرية، وآخرها في عام 1422هـ، وطول مسجد الإجابة من الجدار الذي فيه محرابه إلى الجدار المقابل له ثمانية عشر ذراعًا، وعرضه كذلك، ويغطي جدرانه من الخارج الرخام الملون وله قبة ومنارة خارج بناء المسجد ومواضئ مجهزة للمصلين.

## إعادة البناء
جرى هدم هذا المسجد القديم وأقيم مكانه البناء الحالي في سنة 1394هـ، وقد شيد على طراز عصري وزيدت مساحته وهي الآن تبلغ حوالي أربعمائة متر مربع، وتم ترميمه عام 1419 هـ.

## انظر ايضاً
- المسجد الحرام
- مسجد قباء

- قائمة المساجد في السعودية

## وصلات خارجية
- مسجد الإجابة .. لغز الاسم.
- “الإجابة”.. حي المسجد والتاريخ والدعوات الثلاثة.